# Anthony Figgis
Anthony Figgis (ottobre 1940) è un diplomatico inglese.

## Carriera
Frequentò la Rugby School e la King's College.
Entrò a far parte del servizio diplomatico di Sua Maestà nel 1962. È stato terzo segretario a Belgrado nel 1963. Nel 1965 è stato assegnato al Ufficio del Commonwealth a Londra. Era il secondo segretario nel Bahrain (1968-1970), quando si riunì al Foreign and Commonwealth Office a Londra. In seguito è stato primo segretario (commerciale) a Madrid (1971-1974). Era nel CSCE a Ginevra (1974-1975) e di nuovo al Foreign and Commonwealth Office a Londra (1975-1979).
Tornato a Madrid nel 1979, inizialmente come Responsabile della Cancelleria e poi come Consigliere Commerciale (1980-1982). Figgis è stato consigliere a Belgrado (1982-1985). Era capo del dipartimento europeo orientale del Ministero degli Esteri e del Commonwealth (1986-1988). Era allora Consigliere e Capo della Cancelleria a Bonn (1988-1989). È stato in seguito Direttore di ricerca, e quindi di ricerca e analisi, al Foreign and Commonwealth Office (1989-1991).
È stato Assistente Sottosegretario di Stato presso il Ministero degli Esteri e del Commonwealth (1991-1996) e di Sua Maestà Vice Maresciallo del Corpo Diplomatico.
Egli è un patrono del Children and Families Across Borders, un ente di beneficenza dedicato al ricongiungimento dei bambini che sono stati separati dalle loro famiglie. Nel 2002 è stato nominato Gentleman Usher of the Blue Rod, carica che ha mantenuto fino al 2016.